# سباق الهجن

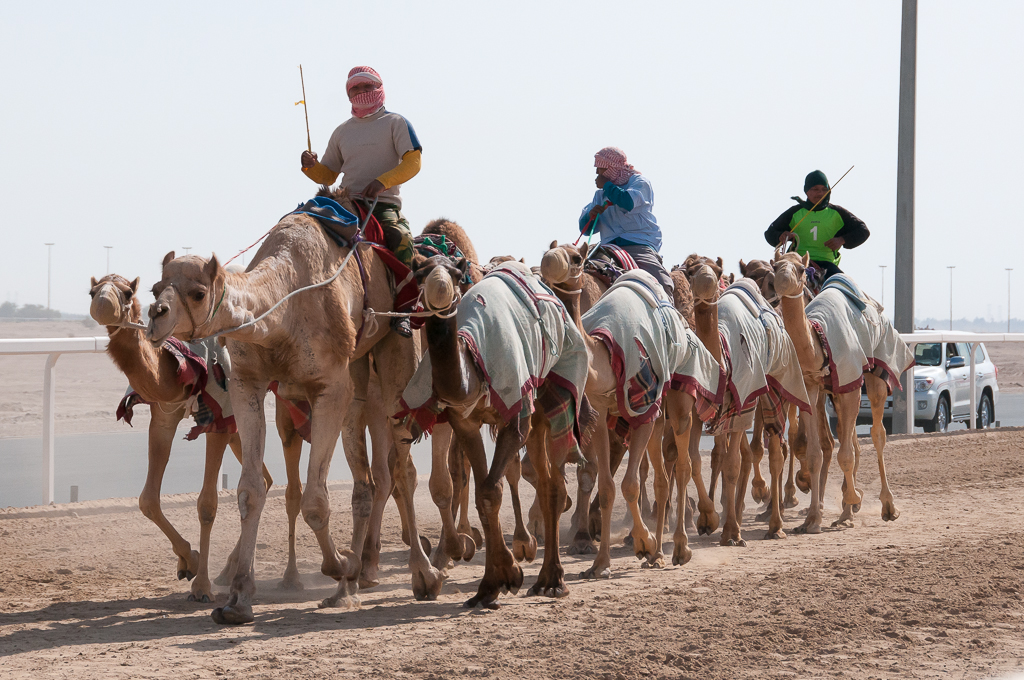
حلبة سباق الهجن بالشحانية قطر.

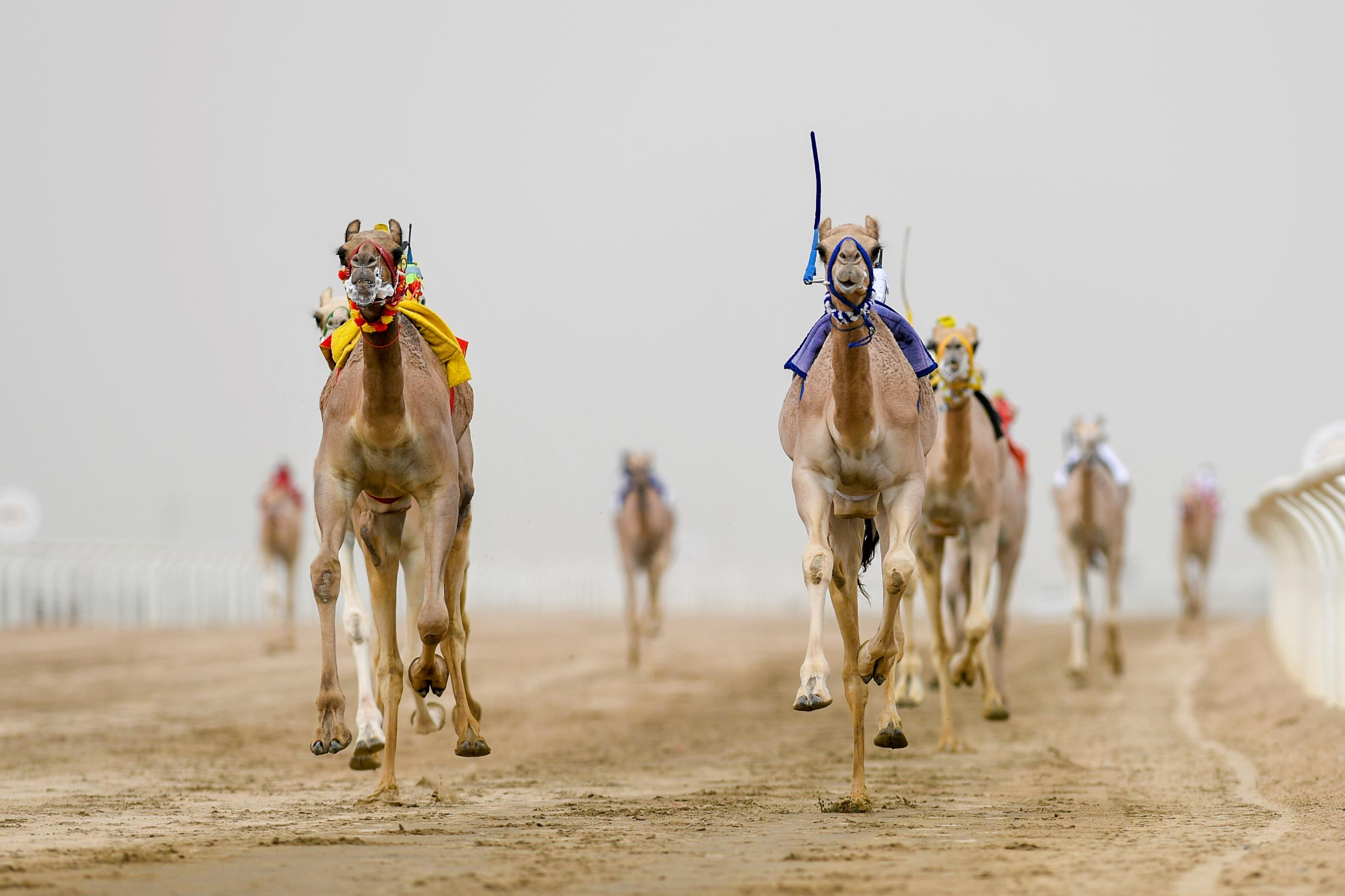
سباق هجن في السعودية تتقدم فيه الإبل بسرعات مختلفة وسط تنافس قوي للوصول إلى خط النهاية

سباق الهجن أو الهجانة، رياضة عربية أصيلة. مشهورة بين العرب في منطقة الجزيرة العربية، والهجن نوع من الإبل، تستخدم للرياضة والركوب. وتحرص بعض الدول وخاصة المملكة العربية السعودية ودولة الإمارات العربية المتحدة وقطر على إقامة هذا السباق بانتظام وعلى تنظيم المهرجانات والاحتفالات الشعبية الكبيرة خلال فترات إقامته. فهي رياضة عربية أصيلة مارسها العرب في الجاهلية والإسلام، وتوارثتها الأجيال على مرِّ العصور والأزمان. وهي تراث عريق قيِّم تقدره الأجيال الحاضرة، وتضعه في المكانة اللائقة به، ويصفه الكثيرون بأنّها الرياضة القديمة الحديثة، أو رياضة الأجداد التي تثير الحماس والتنافس بين شباب الأبناء في العصر الحديث.
تتسابق الهجن في هذه الرياضة بسرعة تصل إلى 64 كم/س في مضامير مخصصة لهذا السباق. تشبه هذه الرياضة إلى حد كبير سباق الخيل، إلا أن الاختلاف بين سباق الهجن وسباق الخيول هو الركبي الالي الذي يوضع على الجمل أو الهجن بينما في الخيول يركبه فارس قد يخسر الكثير من وزنه مقابل الحفاظ على لياقته لكي يتحملة الحصان في السباق بنما في سباقات الهجن يستخدم الرجل الالي الذي يصل وزنه 2 أو 3 كيلو جرامات فقط.

## قواعد السباق
يتم سباق الهجن وفق قواعد وشروط محددة ومعروفة للمشاركين في السباق، وللمتابعين له؛ وتشمل هذه القواعد مواصفات ميادين السباق، وصفات الهجن المشاركة في السباق، وإجراءات تنظيم السباق.

### مواصفات ميادين سباق الهجن
تتباين ميادين السباق من بلد إلى آخر، من ناحية الشكل، فقد تكون على شكل مضمار مستقيم أو ميدان بيضيّ الشكل أو على شكل دائرة. وعادة ما تكون ميادين السباق مجهزة بمنصة رئيسية للمشاهدين، تمكّنهم من متابعة السباق في مراحله المختلفة. ويتضمن الميدان بعض التجهيزات الفنية المساعدة لضبط ومتابعة وتحكيم السباق. فتوجد مثلا،ً أجهزة نقل تلفازية موزعة على أماكن متفرقة من المِنصة، تساعد في متابعة السباق في مراحله البعيدة عن المنصة. وتستقبل هذه الأجهزة إرسالها من أجهزة تصوير مثبَّته على سيارات نقل خاصة مجهزة بشكل يمكنها من متابعة السباق منذ البداية، وخلال مراحله المختلفة وحتى النهاية. كما توجد أجهزة تصوير متطوِّرة ودقيقة مثبتة عند خط النهاية لتصوير الهجن عند وصولها خط النهاية. وتستخدم للمساعدة في تحديد الجمل الفائز عند وصول أكثر من جمل واحد إلى خط النهاية في وقت واحد. ويتم السباق لمسافات مختلفة لا تتعدى ـ عادة ـ دورة واحدة حول الميدان البيضي أو الدائري. وهي تتراوح ما بين 8 و10 كم، وقد تصل إلى 22 كم.

### صفات الهجن المشاركة في السباق
تتميز الإبل التي تشارك في سباق الهجن بأنها أصيلة، من نسل السلالات العربية المؤصلة، وهي ما تعرف بأبناء أو بنات النوق الأصايل؛ حيث تتصف بصفات خاصة تؤهلها للجري السريع، إضافة إلى صفاتها العامة، التي تشترك فيها مع بقية الإبل الأخرى. فهي تتصف بأنها ذات سنام واحد ورقبة طويلة، وأكتاف وأرجل قوية. ويصل وزن الواحدة منها من 500 إلى 600 كجم، إضافة إلى ذلك تتميّز إبل السباق بنحافة الجسم والرشاقة وخفة الحركة وسرعة الجري والقدرة على التحمل والاستجابة للتدريب.

### إجراءات تنظيم سباق الهجن
تشمل إجراءات سباق الهجن تحديد نوع الهجن المشاركة وعمرها وفئاتها وفترات السباق. تشارك كل من الجمال والنوق عادة في أشواط مستقلة، وقد يكون هناك بعض الأشواط المختلطة التي تسمح بمشاركة كل منهما في الشوط نفسه. ويجب أن يكون عمر الهجن المشاركة في كل شوط من أشواط السباق متساويًا، لتحقيق مبدأ تكافؤ الفرص؛ ويرتبط بتحقيق هذا المبدأ أيضًا، وضع الإبل في فئات متجانسة من حيث المستوى، أي عدم وضع الهجن المعروفة بقدرتها العالية في فئة واحدة مع التي لا تُعرَف قدرتها. إلا أن هناك بعض الأشواط المفتوحة التي يسمح فيها بالمشاركة لجميع من يرغب في المشاركة، لمزيد من التنافس واكتساب خبرة السباق.

### أعمار الهجن
يُطلق على الهجن أسماء خاصة، وفقًا لأعمارها، فتدعى:
- عند ولادتها وحتى عمر سنة واحدة المفرورة أو المفردة أو الفطيمه.
- السنة الثانية تصبح الحجة أو الحقة.
- السنة الثالثة فهي المضربة أو اللقية.
- السنة الرابعة تدعى البزعة أو الجذاع.
- السنة الخامسة تدعى الثنايا.
- السنة السادسة تدعى الحولة.
- السنة السابعة تدعى السديس.

ويطلق على الذكور عموماً منذ ولادتها حتى عمر خمس سنوات القعدان. فإذا تجاوزت خمس سنوات فهي الزمول. ويطلق على الإناث منذ ولادتها حتى عمر خمس سنوات البكار. فإذا تجاوزت خمس سنوات فهي الحول. ويسمى شوط السباق باسم الهجن المشاركة فيه، فشوط الثنايا البكار أو القعدان تشارك فيه الإناث والذكور التي يبلغ عمرها 5 سنوات، وتشارك الزمول ـ أي الذكور التي يزيد عمرها على خمس سنوات ـ في أشواط الزمول، وهكذا بالنسبة لبقية الأشواط.

## تدريب الهجن
يتم تدريب الهجن على أربع مراحل، تهدف المراحل الثلاث الأولى إلى ترويض الهجن وتعويدها الانصياع للأوامر، ويقوم بهذه المراحل المضمر وهو الشخص الذي يقوم بترويض الهجن. وتهدف المرحلة الرابعة إلى تدريب الهجن على الجري السريع، ويقوم بها المطي، وهو الشخص الذي يقوم بتدريب الهجن على السرعة. وفيما يلي وصف لهذه المراحل.

### المرحلة الأولى
تبدأ هذه المرحلة وهي أولى مراحل الترويض، عندما تكون الهجن مضربة أو لقية، أي تكون في عمر ثلاث سنوات. ويتم في هذه المرحلة ربط رأس الجمل بحبل يربط طرفه الآخر في جذع شجرة، ويقوم الجمل بمحاولات للتخلص من الحبل، معتمدًا على قوة جسمه، ولكنه يرضخ في النهاية بعد فشله في التخلص من الحبل.

### المرحلة الثانية
يوضع في هذه المرحلة الشدَّاد، وهو الخشب الذي يثبت على ظهر الجمل في المسافة بين رقبته وسَنامه، ويثبت المحوى وهو مصنوع من ليف النخيل على المركب.وهي المسافة بين سنام الجمل وذيله بوساطة حبل يسمى المحقبة، ويثبت الشدّاد من الجهتين؛ اليمنى، واليسرى بوساطة البطان، وهو حبل من الصوف يربط على بطن الجمل. ويربط بالشداد حبل آخر يسمى الزوار نسبة إلى زور الجمل، لأنه يأتي من أمام زور الجمل.

### المرحلة الثالثة
وهي مرحلة ركوب الجمل الذي يكون مقلوصًا أي مربوطًا في جمل آخر، سبق ترويضه على الركوب. ويجلس المضمِّر على الجمل المُراد ترويضه، ويعلمه أولاً صد العصا، أي الانصياع إلى اتجاهات العصا التي يستعملها المضمر. ثم يبدأ بعد ذلك في تدريب الجمل على الجري البطيء من خلال ربطه أيضًا بجمل آخر مدرب.

### المرحلة الرابعة
هي مرحلة تدريب الهجن على الجري السريع، ويسمح للجمل خلالها بشرب كمية أقل من الماء، ويتم إطعامه بالبرسيم والحليب الطازج. ويبدأ التدريب بالجري لمسافة كيلومترين، وتزداد تدريجيًا حتى تصل إلى عشرة كيلومترات. ويتم التدريب في البداية بالقلص، ثم بدون قلص، وبعدها تدخل الهجن في مسابقات تمهيدية، يتم فيها اختيار أفضل الهجن الفائزة؛ لتدخل في السباقات الفعلية.

## الهجن في السباق

### راكب الهجن
يُسمّى راكب الهجن في السباق الركبي، وهو الذي يقود الهجن أثناء السباق. ويكون الركبي غالباً فتىً صغيرًا يتراوح عمره ما بين 12 و15 سنة، ذا وزن خفيف؛ حتى لايكون ثقيلاً على الهجن أثناء السباق. ولابد أن يكون الركبي مُدربًا على ركوب الهجن في السباقات، ولديه خبرة بكيفية التعامل معها أثناء الجري، ويكون كذلك قادرًا على تنفيذ تعليمات المدرب تجاه الهجن.

### سرعات الهجن
تتحرك الإبل بسرعات مختلفة، تبدأ بطيئة وتزداد تدريجيًا؛ لتصل إلى أقصى سرعة. وتتمثّل هذ السرعات في المشي وهو أبطأ سرعة للهجن. فإذا زادت سرعة المشي قليلاً سمي خبيبًا وهو يمثّل السرعة الثانية للهجن. أما الصفيف فهو أسرع من الخبيب. وترتاح الهجن للصفيف؛ فهو لا يرهقها، وتستطيع أن تستمر فيه مدة طويلة؛ تقطع خلالها مسافات طويلة، ويجيء بعد ذلك الدلي، وهو يمثل السرعة الأقل من القصوى للهجن. وعادة ما تبدأ الهجن السباق بهذه السرعة وتتدرج منها إلى السرعة القصوى، غير أن بعض الهجن تلجأ إلى الدلي عندما تتعب من الجري بالسرعة القصوى. ويسمى الجري بأقصى سرعة الركض والذي تبدو فيه الهجن وكأنها تقفز قفزًا. ولاتستطيع الهجن الاستمرار في الركض طوال فترة السباق، ولكنها عادة تراوح بينه وبين الدلي.

### أسماء الهجن في السباق
جرت العادة على أن يطلق على الهجن المشاركة في السباق أسماء؛ للتعرف عليها. ومن هذه الأسماء: الطيارة، البرقية، البدّالة، الشايبة، ظبية، الخوار، المسك، بنت ظبيان، ملوح، الخمري، الغزيل، كروز، بنت صوغان، بنت مصيحان، بنت الورى.

## سباق الهجن في الإسلام
السباق لا بأس به، سواء بالإبل، أو العدو على الأقدام، أو الخيل، لكن الكلام في مسألة العوض، فلا يكون العوض إلا في الإبل والخيل والنصال –الرمي- لقول النبي صلى الله عليه وسلم: «لا سبقَ إلا في نصلٍ، أو خُفٍّ، أو حافرٍ، الخف للإبل، والحافر للخيل، والنصل للرمي.» السبق، يعني العوض.
كانت المسابقة بين الإبل معروفة في صدر الإسلام وفي الجاهلية، وكانت مرغوبة لدى المسلمين؛ لما فيها من التمرين على الفروسية والشجاعة، لذلك كان الصحابة يتسابقون على الإبل بكثرة. فقد روى البخاري عن أنس رضي الله عنه قال: (كان للنبي صلى الله عليه وسلم ناقة تُسَمَّى العضباء، لا تُسبق أو لا تكاد تُسبق فجاء أعرابي على قعود فسبقها فشق على المسلمين، فقال صلى الله عليه وسلم حقّ على الله أن لا يرتفع شيء من الدنيا إلا وضعه). فالمسابقة بين الإبل أو ما نطلق عليه اليوم سباق الهجن رياضة عربية أصيلة، مارسها الأجداد وأحبها الأبناء، وتحمس لها الأحفاد، فهي رياضة وتراث.

## سباق الهجن في الخليج العربي بين الماضي والحاضر[3][4]
يعود تاريخ هذه الرياضة العريقة إلى القرن السابع قبل الميلاد حيث مارسها العرب منذ القدم فقد كانت جزءاً لا يتجزأمن ثقافة الخليج العربي عندما كانت الإبل وسيلة التنقل عند البدو في الصراء وقد نظمت المسابقات بين راكبي الإبل بما يشبه المهرجانات وكانت ذات أهمية اجتماعية و ثقافية كبيرة. وقد ازدهرت هذه الرياضة ازدهاراً كبيراً في الوقت الحاضر حتى أصبحت سباقات الهجن من أكثر الرياضات شعبية في الإمارات العربية المتحدة و المملكة العربية السعودية وقطر و الكويت وسلطنة عمان وغيرها من دول المنطقة وتم تجهيز مضامير السباق الحديثة والمتطورة ومنها:
- مضمار المرموم في دولة الإمارات العربية المتحدة الذي يبعد 40كم عن مدينة دبي ذي المواصفات العالمية ، يحوي المضمار أيضا على سوق الجمل، وفي العام 2007 تم افتتاح مشفى دبي للجمال بمنطقة المرموم والذي يعد أول مشفى للهجن متعدد الإختصاصات في العالم.
- مضمار الشحانية في دولة قطر الذي تبلغ كلفته مليار دولار والذي يعد معيارا للفخامة والحداثة.

ولذلك يمكننا القول إن سباقات الهجن جمعت بين عادات وتقاليد وماضي المنطقة بحاضرها وحداثتها وتطورها.

## وصلات خارجية
- لجنة الأمم المتحدة لحقوق الإنسان
- القرضاوي يدين اشتراك الأطفال في سباق الهجن
- دار المصدر الدولية